# Světový pohár v biatlonu 2022/2023 – Nové Město na Moravě
7. podnik Světového poháru v biatlonu v sezóně 2022/2023 probíhal od 2. do 5. března 2023 ve Vysočina aréně v Novém Městě na Moravě. Na programu podniku byly závody ve sprintech, stíhací závody, smíšená štafeta a smíšený závod dvojic.
V Novém Městě se jezdí světový pohár v biatlonu nepravidelně každý rok až dva. Naposledy se zde závodilo v březnu 2021, poprvé od prosince 2018 však za přítomnosti diváků.
Součástí sobotního programu byl i dodatečný olympijský ceremionál, při kterém bývalé české biatlonistky Eva Puskarčíková, Gabriela Soukalová, Jitka Landová a Veronika Vítková převzaly bronzové olympijské medaile ze závodu ženských štafet ze Zimních olympijských her 2014.

## Česká účast

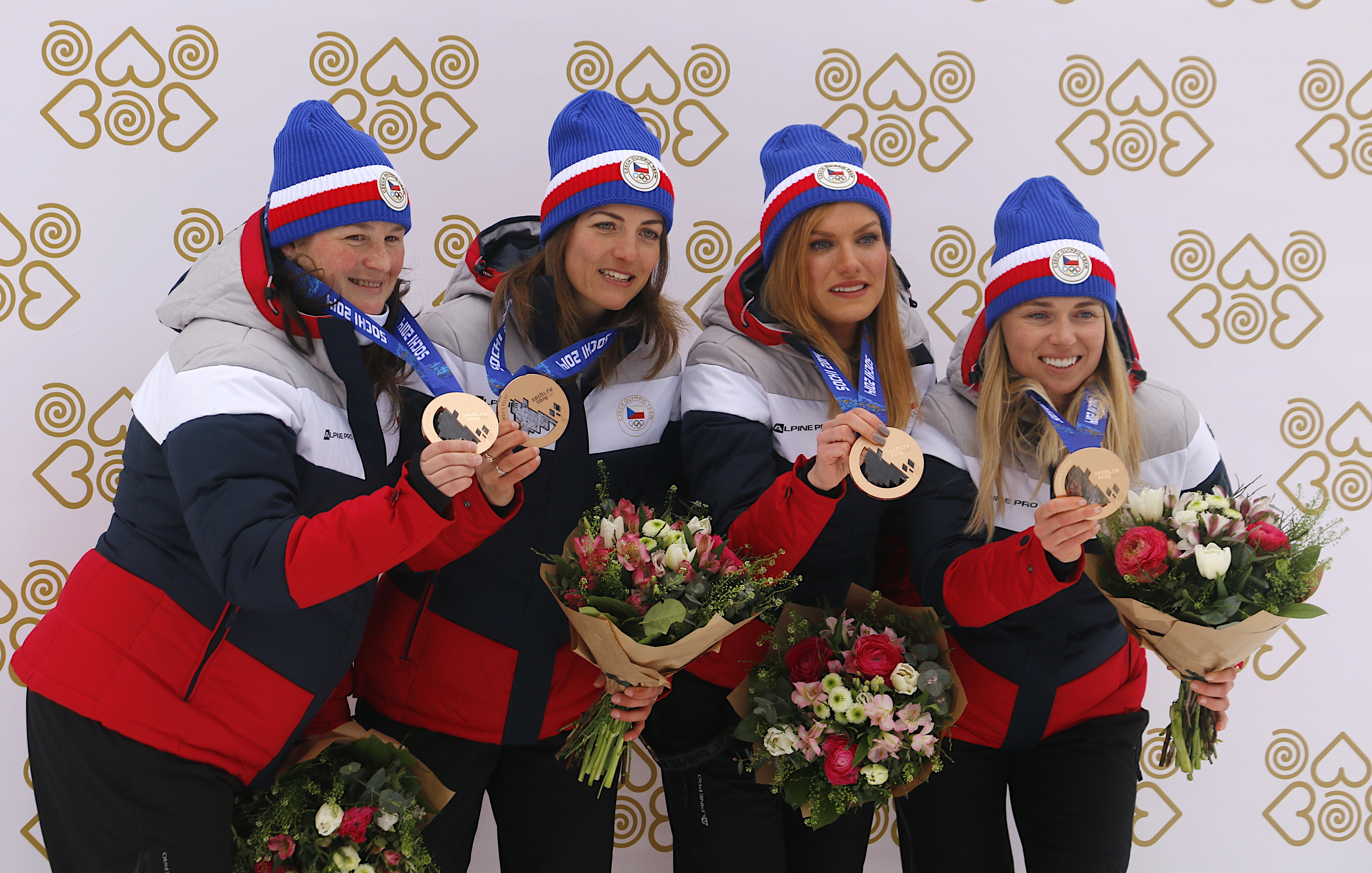
Veronika Vítková, Jitka Landová, Gabriela Soukalová a Eva Puskarčíková přebírají dodatečně bronzové medaile z Olympijských her 2014

Na tento podnik světového poháru nominovali trenéři z žen Markétu Davidovou, Lucii Charvátovou, Jessicu Jislovou, Terezu Voborníkovou a Terezu Vinklárkovou, z mužů pak Michala Krčmáře, Jonáše Marečka, Tomáše Mikysku, Jakuba Štvrteckého, Adama Václavíka.
„Nastal souběh Světového poháru, IBU Cupu a mistrovství světa juniorů. Potřebujeme mít pokryté všechny tři akce, i na IBU Cupu bojujeme o kvóty,“ vysvětlil sestavu sportovní ředitel Českého svazu biatlonu Ondřej Rybář.

## Program závodů
Oficiální program:
| Datum     | Disciplína           | Začátek (SEČ) | Počet závodníků |
| --------- | -------------------- | ------------- | --------------- |
| 2. března | Sprint (muži)        | 16:10         | 96              |
| 3. března | Sprint (ženy)        | 16:10         | 90              |
| 4. března | Stíhací závod (muži) | 13:50         | 58              |
| 4. března | Stíhací závod (ženy) | 15:45         | 57              |
| 5. března | Smíšená štafeta      | 11:30         | 22              |
| 5. března | Smíšený závod dvojic | 15:15         | 25              |

## Průběh závodů

### Sprinty

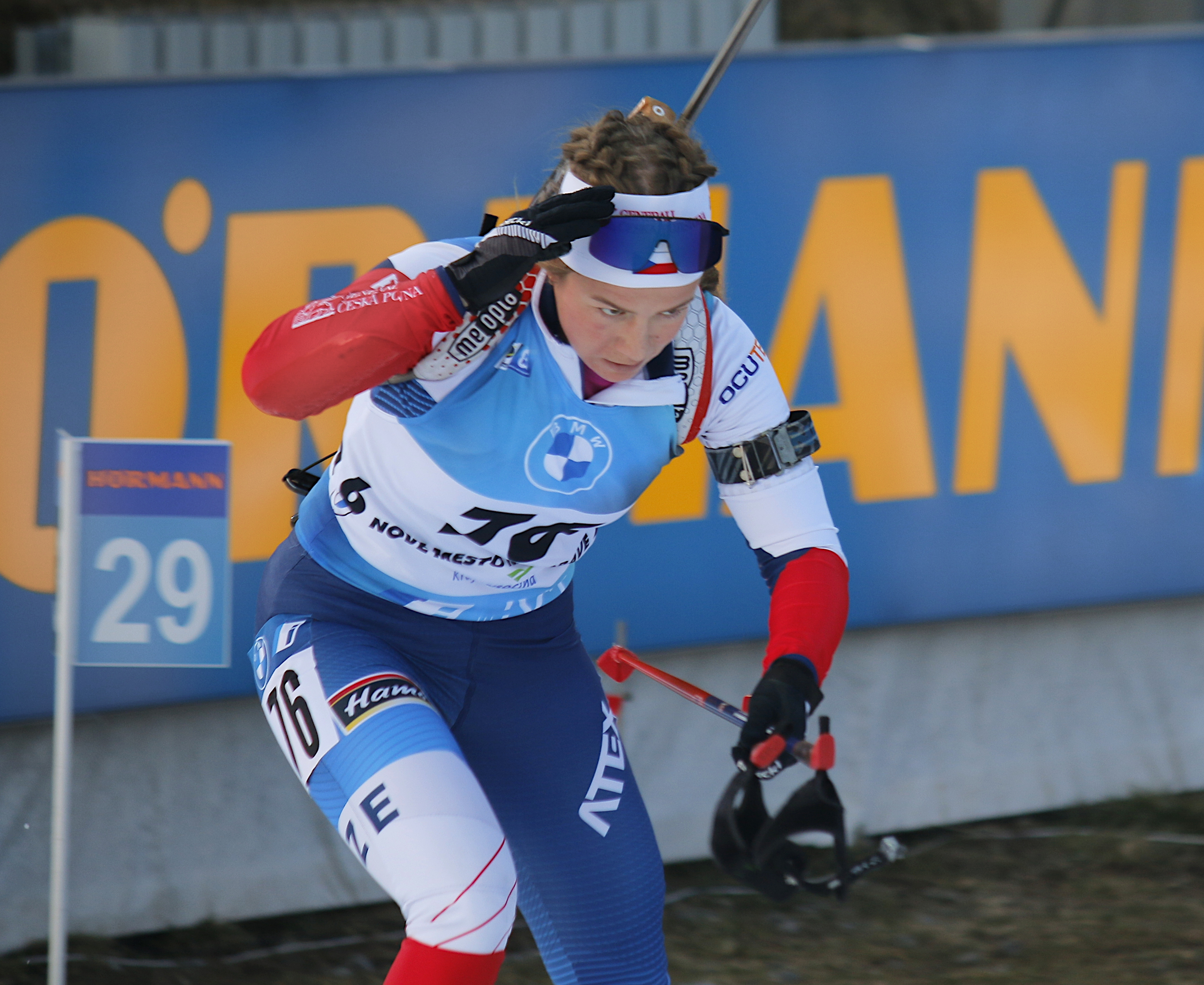
Tereza Vinklárková ve sprintu

Hned na úvod závodu startoval Nor Johannes Thingnes Bø, který v tomto sedmém sprintu sezóny s náskokem zvítězil, když střílel bezchybně a nejrychleji běžel. Druhé místo obsadil jeho starší bratr Tarjei Bø, který taktéž se všem zasaženými terči ztratil na první místo půl minuty. Norské stupně vítězů zkompletoval Vetle Sjåstad Christiansen, před čtvrtým Norem Endre Strømsheimem. Kvůli pozitivnímu testu na covid-19 do závodu nenastoupil Sturla Holm Laegreid, díky čemuž měl již před závodem Johannes Thingnes Bø jistotu zisku malého křišťálového glóbu za sprint.
Nejlépe z Čechů skončil Michal Krčmář, který po chybě na první střelecké položce obsadil třinácté místo. Na bodovaných pozicích dojeli ještě 36. Adam Václavík a 39. Tomáš Mikyska, oba se třemi střeleckými chybami. Nedařilo se Jakubu Štvrteckému, který chyboval pětkrát a z 60. místa se těsně dostal do stíhací závodu. To se nepodařilo Jonáši Marečkovi, který skončil v osmé desítce.
Ženský sprint ovládla Norka Marte Olsbuová Røiselandová, která bezchybně střílela a rychle běžela. Pro obhájkyni celkového vítězství z minulé sezóně to bylo první individuální vítězství v tomto ročníku. Druhé místo obsadila její krajanka Ingrid Landmark Tandrevoldová, která jednou chybovala, stejně jako Anaïs Chevalierová-Bouchetová, která dojela na třetím místě. Nedařilo se švédským sestrám Evliře a Hanně Öbergovým, který obě shodně nezasáhly na první položce hned tři terče. Zatímco starší Hanna dokázala rychlým během obsadit alespoň 30. pozici, v modrém dresu nejlepší závodnice do 25 let závodící Elvira skončila v sedmé desítce a nepostoupila do stíhacího závodu.
Nejlepší český výsledek zajela Markéta Davidová, která i přes chybu na každé položce dojela 16. Tereza Voborníková skončila se třemi chybami mimo bodované pozice na 41. místě, tři příčky za ní se umístila po pauze se vracející Jessica Jislová, která trefila všechny terče, ale pomaleji běžela. Lucie Charvátová byla díky čisté střelbě na první položce v průběžném pořadí v první desítce, ale na druhé třikrát chybovala a dojela až 49. Eliška Václavíková ze 75. místa jako jediná Češka nepostoupila do stíhacího závodu.

### Stíhací závody

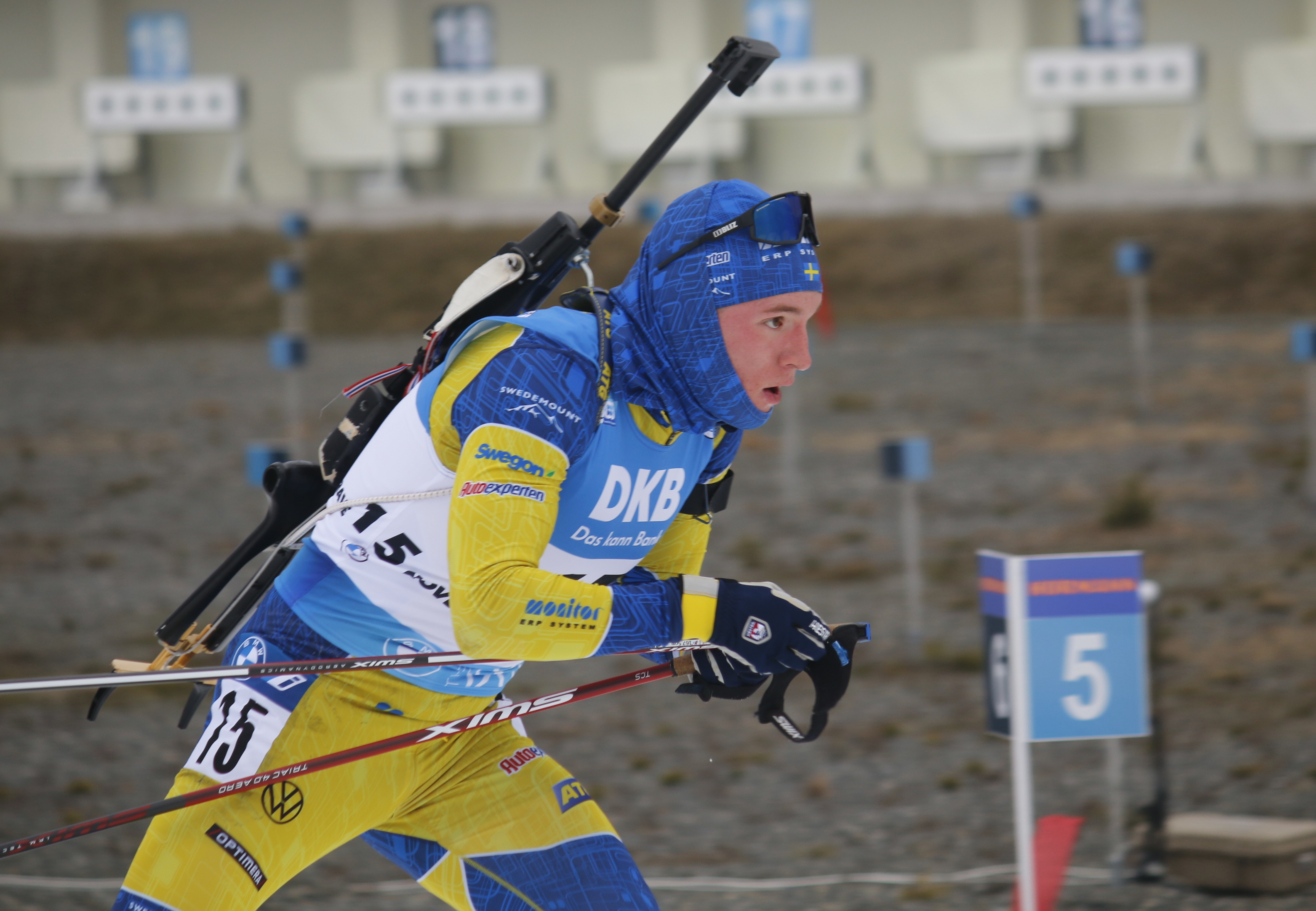
Sebastian Samuelsson ve stíhacím závodu

V závodě mužů dominoval Johannes Thingnes Bø, který byl díky náskoku ze sprintu od začátku v čele. Přestože na třetí a čtvrté střelecké položce nezasáhl po jednom terči, udržoval si vždycky v čele náskok a zvítězil. Včetně mistrovství světa se dostal na stupně vítězů v devatenáctém závodě v řadě, čímž překonal dosavadní nejdelší řadu 18 takových umístění Martina Fourcada. Zároveň si zajistil malý křišťálový glóbus za stíhací závody. Na druhém místě dojel s téměř totožnou ztrátou jako ve sprintu Tarjei Bø. Třetí místo nakonec navzdory pěti chybám obsadil Švéd Martin Ponsiluoma.
Čechům se nedařilo na střelnici. Michal Krčmář chyboval čtyřikrát, z toho dvakrát na poslední položce, a pohoršil si o tři příčky na 16. místo. Jako jediný z Čechů si polepšil Jakub Štvrtecký, který se navzdory sedmi střeleckým omylům posunul z 60. místa na 42. Tomáš Mikyska po pěti chybách dojel 37. a Adam Václavík se sedmi omyly 49.

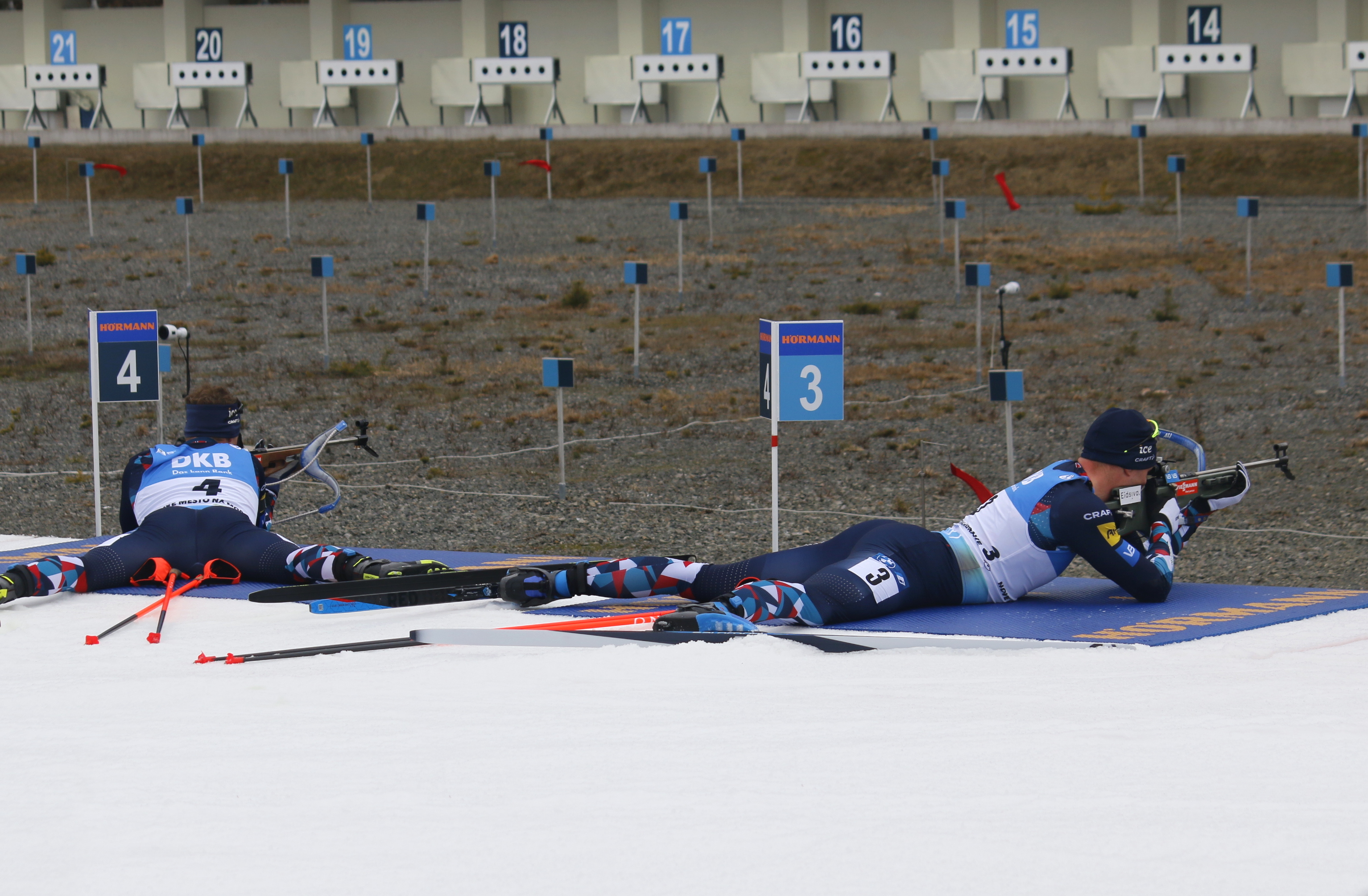
Endre Strømsheim a Vetle Sjåstad Christiansen při střelbě vleže

Závod žen nabídl stejné stupně vítězů jako sprint. První a druhá žena za sprintu – Norky Marte Olsbuová Røiselandová a Ingrid Landmark Tandrevoldová – jednou chybovaly a tak na závěrečnou střelbu přijížděly ony a bronzová Francouzka ze sprintu Anaïs Chevalierová-Bouchetová společně. Ani jedna nechybovala a o vítězce tak rozhodl až poslední běžecký úsek. Norky se francouzské biatlonistce vzdálily a v poslední metrech pak Røiselandová získala rozhodují náskok i před Tandrevoldovou a o dvě sekundy zvítězila, celkově již posedmnácté ve své kariéře. Vedoucí celkového pořadí Francouzka Julia Simonová dojela čtvrtá a upevnila si náskok v čele hodnocení a zároveň získala červený trikot za vedení hodnocení stíhací závodů, když Elvira Öbergová nepostoupila do závodu po sprintu.
Markéta Davidová zastřílela první dvě položky bez chyby a díky rychlému běhu se jí podařilo mírně stoupat pořadím. Na třetí položce však chybovala dvakrát a mírně se propadla. Poslední střelbu však opět zvládla bezchybně a odjížděla osmá společně s Denise Herrmannovou-Wickovou, jež jí nakonec odjela. Davidová obsadila v cíli osmé místo. Mírně si polepšily i ostatní tři české závodnice.

### Smíšená štafeta
V tomto závodě se zpočátku střídala v čele Francie s Norskem. Na třetím úseku však musel Johannes Dale použít při obou střelbách všechny náhradní náboje a norský tým tak klesl na šestou pozici. Za Francii se zařadilo Švédsko a dobře střílející Ukrajina. Fabien Claude však střílel v posledním úseku lépe než Sebastian Samuelsson a tak francouzské štafeta zvítězila s více než půlminutovým náskokem. Na třetí místo v cíli se propracovala norská štafeta, když Ukrajinec Anton Dudčenko musel po poslední střelbě na trestné kolo.

Českou štafetu rozbíhala Tereza Voborníková. Na střelnici udělala celkem pět chyb, běžela pomaleji a předávala na 11. pozici. Markéta Davidová pak střílela lépe a posunula se na osmé místo. Michal Krčmář však po střelbě vleže musel na trestné kolo a českou pozici nevylepšil. Tomáš Mikyska na závěrečném úseku nezasáhl celkem čtyři terče, ale běžel rychle a dokázal se posunout na konečné sedmé místo v cíli.

### Smíšený závod dvojic
V závodě zvítězila norská dvojice, která jela zpočátku v čele, ale pak se propadla na páté místo. Udržovala se však stále v kontaktu s čelem závodu a díky nejlepší střelbě v druhé polovině (Marte Olsbuová Røiselandová a Vetle Sjåstad Christiansen zde dohromady potřebovali jen jeden náhradní náboj) se opět dostali na první pozici a zvítězili. Druzí dojeli Švýcaři a třetí místo vybojovala překvapivě lotyšská štafeta zásluhou především velmi dobré střelby Andrejse Rastorgujevse.

Česká dvojice se po čisté střelbě Jessica Jislová držela na páté pozici. Jonáš Mareček pak na druhém úseku pak střílel hůře. Od té doby se český tým udržoval se kolem 12. místa, na kterém taky dojel do cíle.

## Umístění na stupních vítězů

### Muži
| Disciplína              | První místo          | Výkon             | Druhé místo | Výkon             | Třetí místo                | Výkon             |
| Sprint (10 km)          | Johannes Thingnes Bø | 22:39,6 (0+0)     | Tarjei Bø   | 23:09,6 (0+0)     | Vetle Sjåstad Christiansen | 23:54,8 (0+1)     |
| Stíhací závod (12,5 km) | Johannes Thingnes Bø | 31:25,1 (0+0+1+1) | Tarjei Bø   | 31:59,7 (0+0+1+0) | Martin Ponsiluoma          | 32:36,1 (0+3+1+1) |

### Ženy
| Disciplína            | První místo                 | Výkon             | Druhé místo                   | Výkon             | Třetí místo                   | Výkon             |
| Sprint (7,5 km)       | Marte Olsbuová Røiselandová | 19:28,4 (0+0)     | Ingrid Landmark Tandrevoldová | 19:48,9 (1+0)     | Anaïs Chevalierová-Bouchetová | 19:57,7 (1+0)     |
| Stíhací závod (10 km) | Marte Olsbuová Røiselandová | 29:22,7 (0+1+0+0) | Ingrid Landmark Tandrevoldová | 29:24,9 (1+0+0+0) | Anaïs Chevalierová-Bouchetová | 29:38,0 (0+0+0+0) |

### Smíšené štafety
| Disciplína                           | První místo                                                           | Výkon                                                     | Druhé místo                                                                    | Výkon                                                    | Třetí místo                                                                                      | Výkon                                                     |
| Smíšená štafeta (4×6 km)             | FrancieLou Jeanmonnotová Caroline Colombová Éric Perrot Fabien Claude | 1:06:32,3 (0+0) (0+0) (0+3) (0+1) (0+3) (0+0) (0+0) (0+0) | ŠvédskoAnna Magnussonová Hanna Öbergová Martin Ponsiluoma Sebastian Samuelsson | 1:07:05,9 (0+0) (0+3) (0+3) (0+2) (0+3) (0+3) (0+2 (0+2) | NorskoKaroline Offigstad Knottenová Ingrid Landmark Tandrevoldová Johannes Dale Endre Strømsheim | 1:07:10,6 (0+1) (0+2) (0+1) (0+3) (0+3) (0+3) (0+3) (0+0) |
| Smíšený závod dvojic (6 km + 7,5 km) | NorskoMarte Olsbuová Røiselandová Vetle Sjåstad Christiansen          | 36:40,5 (0+2) (0+1) (0+4) (0+0)                           | ŠvýcarskoAmy Basergová Niklas Hartweg                                          | 36:58,1 (0+2) (0+4) (0+3) (0+1)                          | LotyšskoBaiba Bendiková Andrejs Rastorgujevs                                                     | 37:10,0 (0+1) (0+5) (0+1) (0+2)                           |

## Pořadí zemí
| Pořadí | Země      | 1. místo | 2. místo | 3. místo | Celkově |
| ------ | --------- | -------- | -------- | -------- | ------- |
| 1.     | Norsko    | 5        | 4        | 2        | 10      |
| 2.     | Francie   | 1        | 0        | 2        | 3       |
| 3.     | Švédsko   | 0        | 1        | 1        | 2       |
| 4.     | Švýcarsko | 0        | 1        | 0        | 1       |
| 5.     | Lotyšsko  | 0        | 0        | 1        | 1       |
|        | Celkem    | 6        | 6        | 6        | 18      |